# Indiana Pacers
Los Indiana Pacers son un equipo profesional de baloncesto de los Estados Unidos con sede en Indianápolis, Indiana. Compiten en la División Central de la Conferencia Este de la National Basketball Association (NBA) y disputan sus partidos como locales en el Gainbridge Fieldhouse.
El equipo fue fundado en 1967 como miembro original de la American Basketball Association (ABA). En 1976, junto a Denver Nuggets, New York Nets y San Antonio Spurs, se unieron a la NBA como resultado de la fusión de ambas ligas.
A lo largo de su historia los Pacers han ganado tres campeonatos de la ABA, siete títulos de conferencia (cinco en la ABA y dos en la NBA) y seis títulos de división.

## Historia

### 1967-1976: Dinastía en la ABA
Los Pacers comenzaron a jugar en la temporada 1967-68 de la ABA, una liga alternativa a la NBA. Durante sus seis primeros años, jugaron en el Indiana State Fairgrounds Coliseum, ahora llamado Pepsi Coliseum, mudándose en 1974 al Market Square Arena, situado en el centro de la ciudad de Indianápolis.
En la segunda temporada, Bob "Slick" Leonard, entrenador de la Universidad de Indiana, se convirtió en el técnico de los Pacers. Leonard rápidamente les convirtió en un equipo ganador, siendo liderado por jugadores como Mel Daniels, George McGinnis, Rick Mount y Roger Brown. Los Pacers fueron el equipo más exitoso de la historia de la ABA, ganando tres campeonatos en cuatro años. En los ocho años de historia de la liga, llegaron en cinco ocasiones a las Finales.

### 1976-1987: Primeros años en la NBA
La ABA se disolvió en 1976, y los Pacers fueron uno de los cuatro equipos aceptados para entrar en la NBA, junto con New York Nets, Denver Nuggets y San Antonio Spurs. Económicamente, los Pacers era el conjunto más débil de los cuatro nuevos en la liga, teniendo que comenzar a vender a sus estrellas en sus últimos años en la ABA. Su primera temporada en la NBA la finalizaron con un balance de 36-46 y teniendo como representantes del equipo en el All-Star Game a Billy Knight y Don Buse. Esto fue uno de los pocos éxitos del equipo en sus primeros 17 años en la liga (en los que tan solo obtuvieron dos temporadas con récord positivo y seis apariciones en playoffs). 
Las temporadas negativas continuaban en la siguiente década, obligándoles a traspasar a Knight y Buse antes de la 1977-78. Adquirieron a Adrian Dantley a cambio de Knight, pero Dantley (que promediaba por entonces 27 puntos por partido) fue traspasado en diciembre a los Nuggets, y John Williamson, el segundo máximo anotador del equipo, en enero.
Como consecuencia de sus pobres resultados, los Pacers tuvieron que recurrir a trucos publicitarios para atraer la atención de sus fanes. Antes de que comenzara la temporada de 1979, el equipo ofreció a la estrella de baloncesto femenino Ann Meyers un contrato de prueba y la invitaron al campo de entrenamiento de Indiana. Se convirtió en la primera, y hasta la fecha única mujer, en probar en un equipo de la NBA, aunque finalmente no lograra una plaza en la plantilla final.
En 1980, los Pacers traspasaron a la estrella anotadora Adrian Dantley a Denver Nuggets a cambio de George McGinnis, antigua estrella del equipo en la ABA. Aunque en el pasado fue un jugador muy importante para el conjunto de Indiana, en su vuelta contribuyó muy poco durante los dos años que estuvo en el equipo. English, contrariamente, se afianzó como uno de los mayores anotadores de la historia de la NBA. Al año siguiente, traspasaron su elección de draft de 1984 por el pívot Tom Owens de Portland Trail Blazers. Owens solo jugó un año en los Pacers, causando poco impacto. Este traspaso, mirado tres años después, resultó ser horroroso. La temporada 1983-84 la finalizaron con el peor balance de la Conferencia Este. Debido al traspaso de Owens, los Pacers no pudieron elegir en los primeros puestos de uno de los mejores drafts de la historia de la liga, dejando escapar a futuras estrellas como Hakeem Olajuwon, Michael Jordan, Sam Perkins, Charles Barkley y John Stockton. 
La primera aparición de los Pacers en los playoffs fue en la temporada 1980-81, cayendo eliminados en primera ronda por Philadelphia 76ers en dos partidos. Esta fue la única vez que se vio a los Pacers en playoffs desde 1977 hasta 1987.
Clark Kellogg fue drafteado en 1982, mostrando un talento enorme y finalizando segundo en la votación al Rookie del Año, pero los Pacers terminaron la temporada con el peor registro de su historia, 20-62, y ganando tan solo 6 encuentros más en la siguiente campaña. Tras ganar 22 partidos en la temporada 1984-85 y 26 en la 1985-86, Jack Ramsay reemplazó a George Irvine como entrenador del equipo, liderándole a un récord de 41-41 en su primera temporada al mando, la 1986-87, y llevando a los Pacers de nuevo a playoffs después de seis años ausentes. Chuck Person, apodado "The Rifleman" por sus lanzamientos de larga distancia, lideró al equipo en anotación en su primera temporada en la liga. El primer triunfo en playoffs en la historia de los Pacers fue el tercer partido de la serie de 1.ª ronda al mejor de cinco encuentros ante Atlanta Hawks, siendo esta victoria la única del equipo en la eliminatoria, ya que fueron derrotados por los Hawks por 4-1.

### 1987-2005: La era de Reggie Miller
Reggie Miller fue drafteado por los Pacers en 1987, comenzando su carrera como sustituto de John Long. Muchos aficionados de los Pacers no estuvieron de acuerdo con la elección de Miller en vez de la de Steve Alford, jugador de Indiana Hoosiers. El equipo se perdió los playoffs en la 1987-88, drafteando a Rik Smits en el Draft de 1988, y sufrió una temporada 1988-89 desastrosa en la que Dick Versace sustituyó a Jack Ramsay en el banquillo de los Pacers, finalizando 28-54. Pero el equipo haría un traspaso que posteriormente daría resultado, enviando a Herb Williams a Dallas Mavericks por Detlef Schrempf.
En la 1989-90, los Pacers terminaron la temporada con un balance de 42-40, accediendo a los playoffs. Además, Reggie Miller fue votado para jugar el All-Star Game gracias a sus 24.6 puntos por partido de promedio. En la postemporada, cayeron eliminados por los a posteriori campeones Detroit Pistons en tres partidos. En la temporada 1990-91, los Pacers volvían a los playoffs con un balance de 41-41 en temporada regular, y con Schrempf nombrado Mejor Sexto Hombre del Año. Cayeron eliminados en una memorable serie de primera ronda ante Boston Celtics en cinco partidos, perdiendo el último por 124-121. Los Pacers regresaron a playoffs la temporada siguiente, pero se toparon contra los Celtics de nuevo en la misma ronda. Esta vez, los Celtics barrieron a los Pacers en tres partidos.
Chuck Person y el base Micheal Williams fueron traspasados a Minnesota Timberwolves en la pretemporada de 1992, consiguiendo a Pooh Richardson y Sam Mitchell. En la temporada 1992-93, Schrempf pasó de ser el mejor sexto hombre a ser el alero titular del equipo, llegando incluso a ser seleccionado para disputar su primer All-Star Game. Durante esta temporada, Miller se convirtió en el máximo anotador de la historia del equipo. Finalizaron la campaña con un 41-41, pero volvieron a caer en primera ronda, esta vez ante New York Knicks por 3-1.
Larry Brown fue el nuevo entrenador del equipo para la temporada 1993-94, y el general mánager Donnie Walsh completó un sumamente criticado traspaso (por entonces) que enviaba a Schrempf a Seattle Sonics a cambio de Derrick McKey. Los Pacers comenzaron la temporada como típicamente venían haciendo años atrás, pero increíblemente en abril ganaron sus últimos ocho partidos de la temporada, finalizando con 47 victorias, récord de la franquicia. En primera ronda barrieron a los Orlando Magic de Shaquille O'Neal, ganando por fin la primera serie de playoffs en su historia. En semifinales de conferencia derrotaron a Atlanta Hawks en una dura eliminatoria por 4-2.
Durante las Finales de Conferencia los Pacers y Reggie Miller se hicieron un nombre en la liga, gracias a las actuaciones de Miller en los momentos calientes del partido que a punto estuvieron de eliminar a los New York Knicks. Miller se convirtió en una superestrella de la NBA, y fue nombrado tri-capitán de la selección estadounidense que ganó la medalla de oro en el Mundial de 1994.
En 1994 Mark Jackson se unió al equipo procedente de Los Angeles Clippers, dando al equipo una mano estable en una posición de base que carecía de calidad en los últimos años. Los Pacers disfrutaron de un balance de 52-30 en la campaña 1994-95, consiguiendo su primer título de División Central. En primera ronda de playoffs barrió a los Hawks, en semifinales se tomó la revancha del año anterior y apeó a los Knicks en una ajustada eliminatoria por 4-3, pero no pudo completar el camino glorioso a las Finales de la NBA ya que los Magic esta vez se cruzaron en su camino, eliminándoles en siete partidos.
Los Pacers consiguieron de nuevo un balance de 52-30, pero fueron gravemente heridos debido a la lesión de Miller en abril, que le tuvo apartado de las canchas hasta el quinto partido de la serie de primera ronda ante los Hawks. Miller anotó 29 puntos en ese encuentro, pero no pudo evitar la victoria por dos puntos de los Hawks, por lo que le andadura de los Pacers en playoffs llegaba a su fin. Esa temporada, los Pacers entraron en la historia al ser el único equipo en derrotar en dos ocasiones a los intratables Chicago Bulls que consiguieron, en aquel momento, el mejor registro en temporada regular de la historia de la NBA (72-10).
En la temporada 1996-97, los Pacers sufrieron lesiones clave, además de la ausencia de Jackson, que fue traspasado a Denver Nuggets antes de comenzar la temporada (aunque le volverían a fichar antes de que la fecha límite de traspasos se cumpliera). El equipo finalizó 39-43 y se perdió los playoffs por primera vez en siete años, teniendo como consecuencia la baja de Larry Brown. 
En 1997 Larry Bird se convirtió en el nuevo entrenador de los Pacers y con él, los Pacers consiguieron el mejor balance de su historia, 58-24. Chris Mullin fichó por el equipo en la pretemporada y pronto se convirtió en una pieza importante en el equipo. Los asistentes Rick Carlisle, que se ocupaba del juego ofensivo, y Dick Harter, del defensivo, fueron clave en la adquisición de jugadores especialistas como Dale Davis, Antonio Davis y Derrick McKey. Reggie Miller y Rik Smits fueron All-Star ese año, y en playoffs, pasaron por encima de los Cavaliers y Knicks antes de caer eliminados en las Finales de Conferencia por Chicago Bulls en siete intensos partidos.
En la acortada temporada 1998-99, los Pacers ganaron el título de División Central con un récord de 33-17 y barrió en playoffs a Milwaukee Bucks y Philadelphia 76ers antes de decir de nuevo adiós en las Finales de Conferencia ante los Knicks en seis partidos. Los Pacers traspasaron al pívot Antonio Davis a Toronto Raptors por los derechos del rookie Jonathan Bender. En la temporada 1999-00, después de una liga regular con un 56-26, eliminaron en playoffs a los Bucks, 76ers y finalmente a los Knicks en las Finales de Conferencia en seis encuentros. 
Los Pacers se plantaban por primera vez en su historia en unas Finales de la NBA. Su rival, Los Angeles Lakers, terminó con sus esperanzas en seis partidos, aunque no sin sufrimiento. Indiana le dio a los Lakers, en el quinto partido, la mayor paliza de su historia en playoffs (por entonces), ganándoles por un margen de 33 puntos.
La pretemporada de 2000 trajo muchos cambios en los Pacers; Smits y el entrenador Bird se retiraron, Mullin regresó a sus Golden State Warriors, Jackson firmó con los Raptors, y Dale Davis fue traspasado a los Blazers por Jermaine O'Neal, quien promedió 12.9 puntos por partido en su primer año como titular. Se trataba de un año de reconstrucción bajo el mandato del nuevo entrenador Isiah Thomas, aunque aun así, los Pacers fueron capaces de entrar en playoffs, cayendo eliminados en primera ronda por los 76ers en cuatro partidos.
A mitad de temporada 2001-02, los Pacers traspasaron a Jalen Rose y Travis Best a Chicago a cambio de Brad Miller, Ron Artest, Kevin Ollie y Ron Mercer. Miller y Artest serían, en pocos años, jugadores All-Star con Indiana. El traspaso reforzó mucho al equipo, y con ello los Pacers se colaron un año más en playoffs, aunque de nuevo apeados en primera ronda, esta vez ante New Jersey Nets en cinco encuentros. O'Neal hizo la primera de las que serían muchas apariciones consecutivas en el All-Star, despejando cualquier duda que aún quedara sobre si el traspaso con Davis fue positivo.
Los Pacers comenzaron 13-2 en la campaña 2002-03, pero las cosas se complicaron debido a las múltiples suspensiones por parte de la liga a Artest, y las tragedias familiares de O'Neal, Jamaal Tinsley y Austin Croshere. O'Neal y Miller fueron seleccionados para el All-Star, y tras una mejora en el juego finalizaron 48-34. En playoffs, serían eliminados en primera ronda por Boston Celtics.
En la pretemporada de 2003, los Pacers lograron renovar a Jermaine O'Neal por el máximo y a Reggie Miller por dos años más. Brad Miller se marchó a los Sacramento Kings a cambio de Scott Pollard. Larry Bird fue contratado como nuevo presidente del equipo y su primera decisión fue despedir a Thomas de su cargo de entrenador y fichar a Rick Carlisle para sustituirle. Con el nuevo técnico al mando, los Indiana Pacers firmaron la mejor campaña de su historia con un balance de 61-21, el mejor registro de toda la NBA en la temporada 2003-04. Artest fue nombrado Mejor Defensor del Año. En Playoffs eliminaron en primera ronda a los Celtics y en semifinales a los Miami Heat. En las Finales de Conferencia se toparon con los Pistons, a la postre campeones de la NBA, que les apartaron del camino en seis partidos.
En el verano de 2004, Al Harrington, consagrado como uno de los mejores sextos hombres de la NBA, fue traspasado a los Atlanta Hawks por Stephen Jackson tras la supuesta demanda de Harrington a los Pacers de que o jugaba de titular o le traspasaban. 
Los Pacers comenzaron muy fuertes la temporada 2004-05, hasta que el 19 de noviembre de 2004 se produjeron los sucesos del Palace of Auburn Hills contra los Pistons. Ese día, una dura falta de Ron Artest sobre Ben Wallace dio paso a una trifulca entre jugadores de ambos equipos que deribó en una pelea masiva entre varios jugadores de los Pacers y parte del público. Al día siguiente, la NBA suspendió a Ron Artest para toda la temporada incluyendo los Playoffs. Stephen Jackson fue sancionado 30 partidos; Jermaine O'Neal, 25 (rebajados posteriormente a 15); Anthony Johnson, cinco y Reggie Miller, uno.
Las suspensiones hicieron que el equipo descendiera puestos en la clasificación. A pesar de ello, los Pacers finalizaron sextos en la Conferencia Este con un récord de 44-38. En primera ronda, Indiana eliminó a los campeones de la División Atlántico, los Celtics, en siete partidos. En Semifinales de Conferencia se enfrentaron con Detroit Pistons. Tras ganar los Pistons el primer partido, Indiana remontó la serie ganando los dos siguientes. Sin embargo, los Pistons dieron la vuelta a la eliminatoria venciendo tres encuentros consecutivos, finalizando la serie con un 4-2.
El último partido de la serie fue el 19 de mayo de 2005, o lo que es lo mismo, el último encuentro de Reggie Miller en la NBA. Anotó 27 puntos y recibió una enorme ovación del público. A pesar del esfuerzo de Miller, los Pacers perdieron y fueron eliminados, terminando con una exitosa carrera de Miller en la NBA y en los Pacers, durante 18 años. Su único "pero" fue no ganar nunca un anillo. El 30 de marzo de 2006, el equipo le retiraba su dorsal #31.

### 2005-2012: La era de Danny Granger

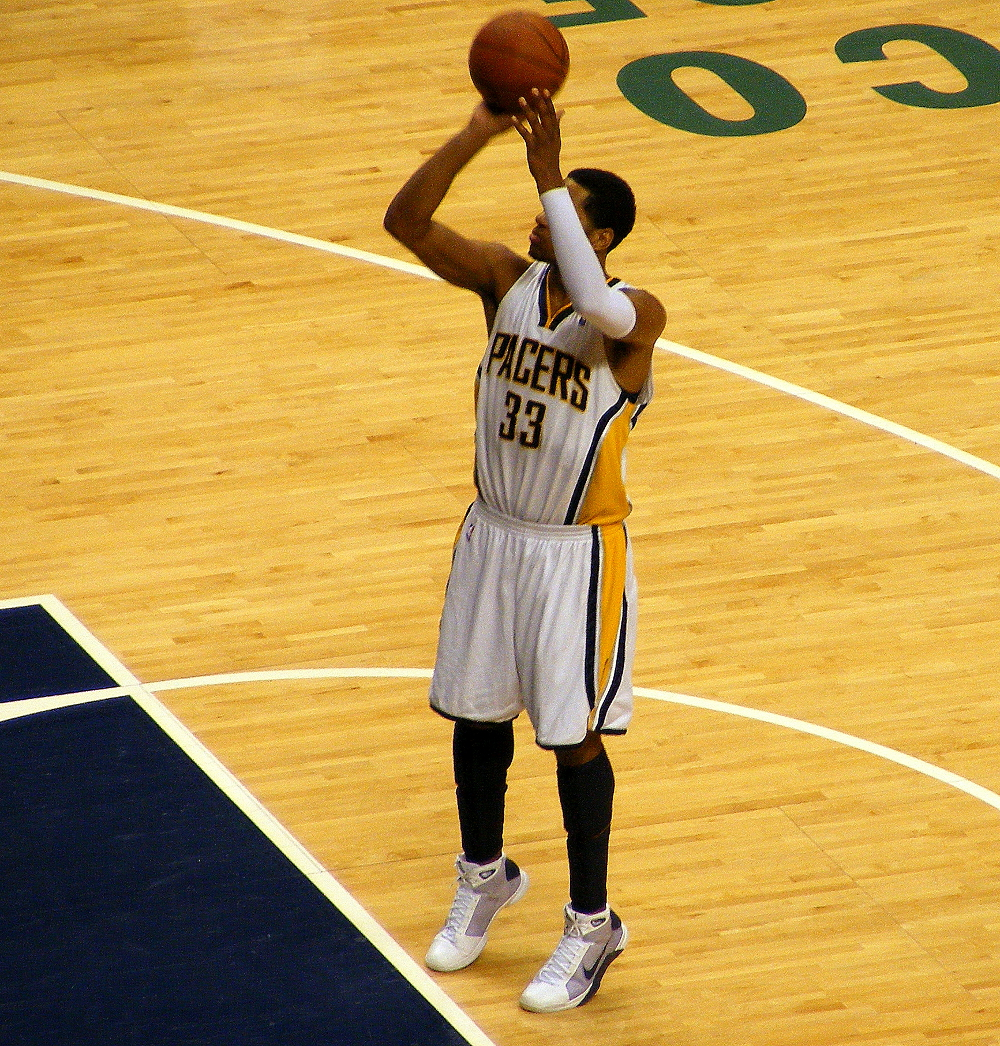
Danny Granger, cuando jugaba para los Pacers.

Para la temporada 2005-06, los Pacers ficharon al base lituano Šarūnas Jasikevičius, líder del Maccabi Tel Aviv ganador de dos Euroligas. En 2005, los Pacers no tuvieron un comienzo demasiado bueno. El 10 de diciembre de 2005, Ron Artest afirmó a un comentarista de Indianapolis Star que quería ser traspasado diciendo: "el equipo estará mejor sin mí". Dos días después, la franquicia le colocó en la lista de jugadores inactivos y comenzaron a buscarle equipo. El 24 de enero de 2006, se decía que Artest sería traspasado a Sacramento Kings a cambio de Peja Stojakovic, pero el cambio fue rechazado. Al día siguiente, sin embargo, fue aceptado, e Indiana se deshizo del polémico alero. Esa temporada, O'Neal se perdió dos meses de competición por lesión, y el equipo terminó la temporada con un balance de 41-41. 
A pesar de la baja de Artest y varias lesiones, los Pacers se metieron en playoffs por decimocuarta vez en 15 años. Se toparon con los Nets, siendo eliminados en seis partidos a pesar de las actuaciones memorables de O'Neal en el tercer partido (37 puntos) y de Anthony Johnson en el sexto y último (40 puntos).
En la pretemporada de 2006 se vieron varios cambios en el equipo. Draftearon a Shawne Williams y James White, y el 1 de julio de 2006 completaron un sign-and-trade (renovación y traspaso) con el alero Peja Stojakovic y le enviaron a New Orleans Hornets. El traspaso levantó dudas en la liga, ya que Stojakovic era agente libre y no tenía necesidad de ser traspasado. Algunos piensan que los Pacers trataban de recuperar a Al Harrington en un sign-and-trade. El 22 de agosto los Pacers recibieron a Harrington de Atlanta a cambio de John Edwards y una futura primera ronda de draft.
En julio, el alero Austin Croshere fue traspasado a Dallas Mavericks por el joven y prometedor Marquis Daniels. Indiana hizo otro cambio con Dallas en el que fichaban a Darrell Armstrong, Rawle Marshall y Josh Powell a cambio de Anthony Johnson.
Fred Jones y Scot Pollard no renovaron y fueron agentes libres, firmando posteriormente por Toronto Raptors y Cleveland Cavaliers respectivamente. Otro movimiento de la franquicia fue fichar a Maceo Baston, procedente de Europa, quien previamente compartió equipo con Jasikevicius en el Maccabi Tel Aviv.
Sin embargo, el "proyecto de renovación" tuvo su lado negativo cuando Stephen Jackson y otros compañeros de equipo decidieron visitar un club de strip-tease el 6 de octubre de 2006. Al dejar el club, Jackson estuvo implicado en un incidente en el que supuestamente fue golpeado por un coche. En respuesta a ello, el jugador sacó un arma y comenzó a disparar.
El 17 de enero de 2007, Indiana traspasó a Al Harrington, Stephen Jackson, Šarūnas Jasikevičius y Josh Powell a Golden State Warriors por Troy Murphy, Mike Dunleavy, Ike Diogu y Keith McLeod. La temporada no fue bien, los nuevos traspasos no respondieron, e Indiana fue apeada de playoffs por New Jersey Nets por primera vez desde la temporada 1996-97.
En abril de 2007, los Pacers anunciaron el despido del entrenador Rick Carlisle, siendo reemplazado por Jim O'Brien. Este prometió devolver a Indiana a playoffs, pero el nuevo estilo de O'Brien no gustó a los aficionados, muy distinto del sistema pausado y meticuloso de Carlisle.
La nueva temporada 2007-08, esta vez con O'Brien al cargo, fue también bastante decepcionante. El equipo volvió a quedar fuera de playoffs, además, jugadores como Jamaal Tinsley o Jermaine O'Neal sufrieron lesiones que lastraron al equipo, y jugadores como Marquis Daniels o Shawne Williams no hicieron una buena temporada. Los Pacers hicieron un global de 36-46, tratando de arrebatar la octava posición a Atlanta Hawks pero fracasando. Como punto positivo, jugadores como Danny Granger o Mike Dunleavy hicieron una buena temporada y se destaparon como los pilares del equipo.
Para la temporada 2009-10, los Pacers obtuvieron a Tyler Hansbrough (del draft en 2009), el cual sufrió una lesión a mitad de temporada. De nuevo fracasaron tratando de acceder a playoffs, cumpliéndose 4 años que los Pacers no accedían. Para colmo de males, el rookie A.J. Price sufrió una grave lesión que lo mantuvo en rehabilitación entre 4 y 6 meses.
Tras el draft de 2010, los Pacers obtuvieron hasta 5 caras nuevas, Paul George, Lance Stephenson y Ryan Reid, el cual fue intercambiado con Oklahoma City Thunder por Magnum Rolle. En agosto de 2010, los Pacers adquirieron a James Posey y Darren Collison de New Orleans Hornets, mientras que Troy Murphy marchó rumbo a New Jersey Nets.
En una plantilla muy joven y liderada por Danny Granger y Roy Hibbert, los Pacers esperaban tener un equipo para el futuro pero aspirando siempre a entrar a playoffs. El equipo comenzó la temporada 2010-11 de manera irregular, se comenzó a especular que quizá O'Brien no fuera el entrenador indicado para devolver a Indiana a playoffs, sus decisiones causaron mucha polémica, el dar más protagonismo a los veteranos como Posey o T.J. Ford en detrimento de Paul George o Tyler Hansbrough, que se suponían serían la base del futuro del equipo. El 30 de enero de 2011, los Pacers anunciaban que Frank Vogel reemplazaría a O'Brien como mánager del equipo.
En la temporada 2010-11, pese al irregular comienzo con O'Brien, una victoria contra Washington Wizards en abril de 2011 permitió a los Pacers acceder a playoffs después de 5 años de ausencia. En primera ronda se enfrentaron a los Chicago Bulls de Derrick Rose, dando la sorpresa y ganando el primer partido, pero el sueño acabó ahí, perdiendo 1-3 en el cómputo global y siendo apeados.
Para la temporada 2011-12 (que incluía lockout), los Pacers se hicieron con Louis Amundson procedente de Golden State Warriors a cambio de Brandon Rush. También se hicieron con los agentes libres Leandro Barbosa y Kyrylo Fesenko. En dicha temporada, los Pacers dieron un salto de calidad respecto a la anterior, liderados por jugadores como Roy Hibbert, Danny Granger y Paul George, finalizando terceros de la Conferencia Este tras Chicago Bulls y Miami Heat y teniendo que enfrentarse a Orlando Magic en playoffs.
Tras vencer al conjunto de Florida por 4-1, a punto estuvieron de dar la campanada contra los Miami Heat de los "Beach Boys", pero finalmente fueron apeados por 4-2.

### 2012-2017: La era de Paul George

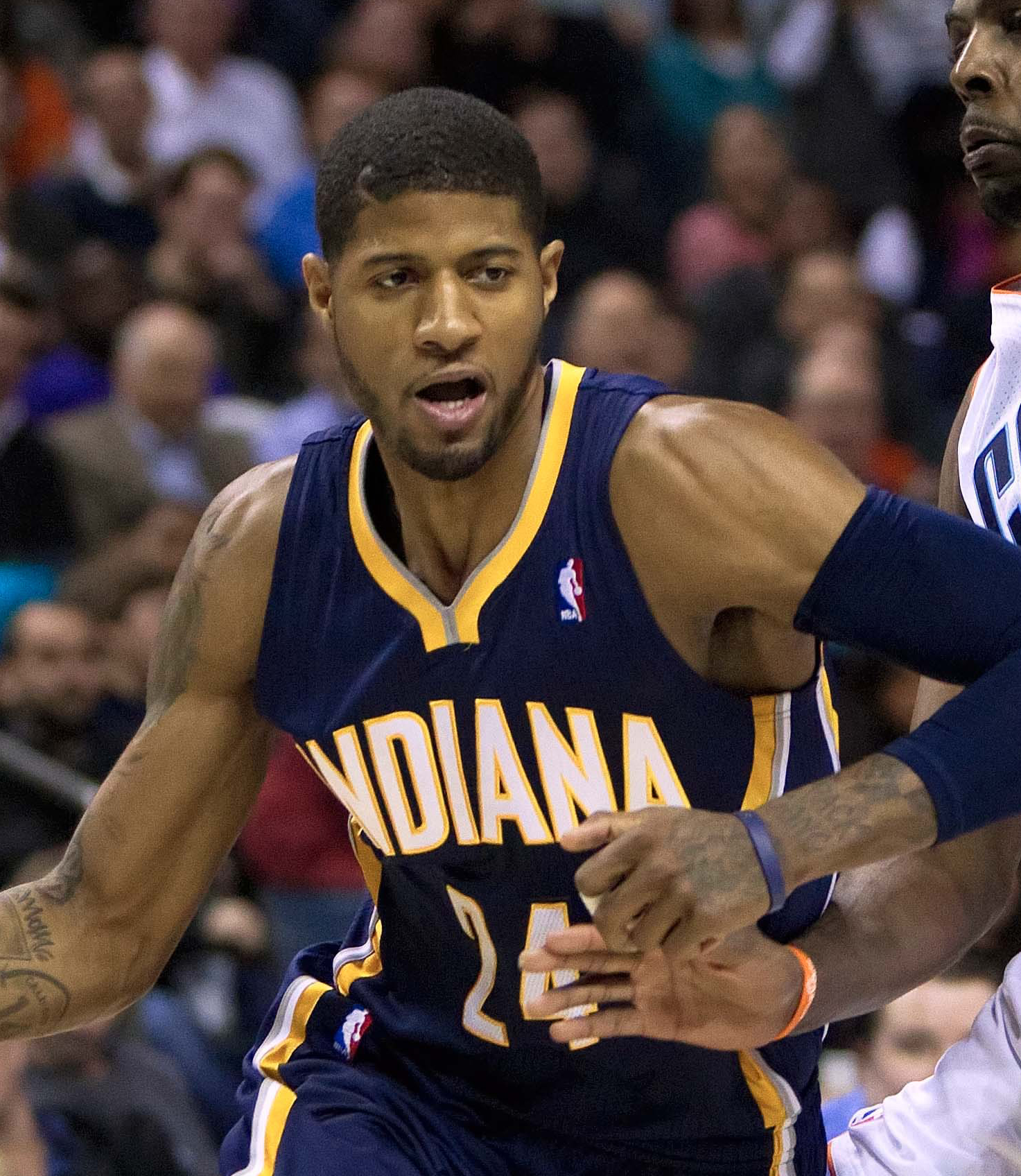
Paul George lideró a los Pacers entre 2012 y 2017.

Antes del comienzo de la temporada 2012-13, Danny Granger sufrió una tendinosis en su rodilla izquierda que redujo su participación del curso a cinco partidos. La lesión de Granger hizo que Paul George emergiera como nuevo jugador franquicia del equipo. El escolta fue All-Star por primera vez y ganó el premio al Jugador Más Mejorado, además de ser seleccionado para el tercer quinteto All-NBA y el segundo quinteto defensivo. Los Pacers lograron su primer título divisional en casi una década gracias a un balance de 49-32 y llegaron hasta la final del Este, en la que llevaron a los Miami Heat del Big Three de LeBron James, Dwyane Wade y Chris Bosh a siete partidos.
En el Draft del 2013, los Pacers seleccionan a Solomon Hill en la posición n.º 23 de la general. Durante la temporada baja, los Pacers se encargaron de fortalecer su rotación adquiriendo al base C.J. Watson, al alero Chris Copeland y al ala-pívot argentino Luis Scola. En el último día de cierre de mercado, justo después del All-Star, traspasaron a Danny Granger a los Philadelphia 76ers a cambio del escolta Evan Turner, el ala-pívot Lavoy Allen y una elección de segunda ronda en el draft del 2015. Los Pacers alcanzaron de nuevo las Finales de Conferencia, donde nuevamente volvieron a caer a manos de los Heat, esta vez en seis encuentros.
La temporada 2014-15 estuvo condicionada por la gravísima lesión de George durante la preparación de la selección de Estados Unidos para el Mundial de 2014. Con su estrella de baja hasta abril por una fractura en la pierna derecha, los Indiana Pacers terminaron con registro negativo (38-44) y no pudieron clasificarse para Playoffs. En el verano de 2015, dos de los pilares del equipo de los últimos años dejaron los Pacers. David West fichó por los San Antonio Spurs como agente libre y Roy Hibbert fue traspasado a Los Angeles Lakers. El principal fichaje fue el de Monta Ellis, que firmó por cuatro años y 44 millones de dólares. 

### 2017-2022
[actualizar]
Durante la temporada 2020-21, el equipo se hizo con Caris LeVert, y terminó con un balance de 34-38, en novena posición de su conferencia. Dicha posición le permitió disputar la eliminatoria 'Play-In', donde eliminó a Charlotte, pero cayó ante Wizards, perdiéndose los playoffs por primera vez en seis años.
De cara a la temporada 2021-22 se refuerza con Torrey Craig. En febrero se hace con Tyrese Haliburton y Buddy Hield a cambio de Domantas Sabonis, Justin Holiday y Jeremy Lamb. Termina la temporada regular con un balance de 25-57, en el puesto trece de su conferencia, no clasificándose para playoffs por segundo año consecutivo.

### 2022-presente: La era de Tyrese Haliburton

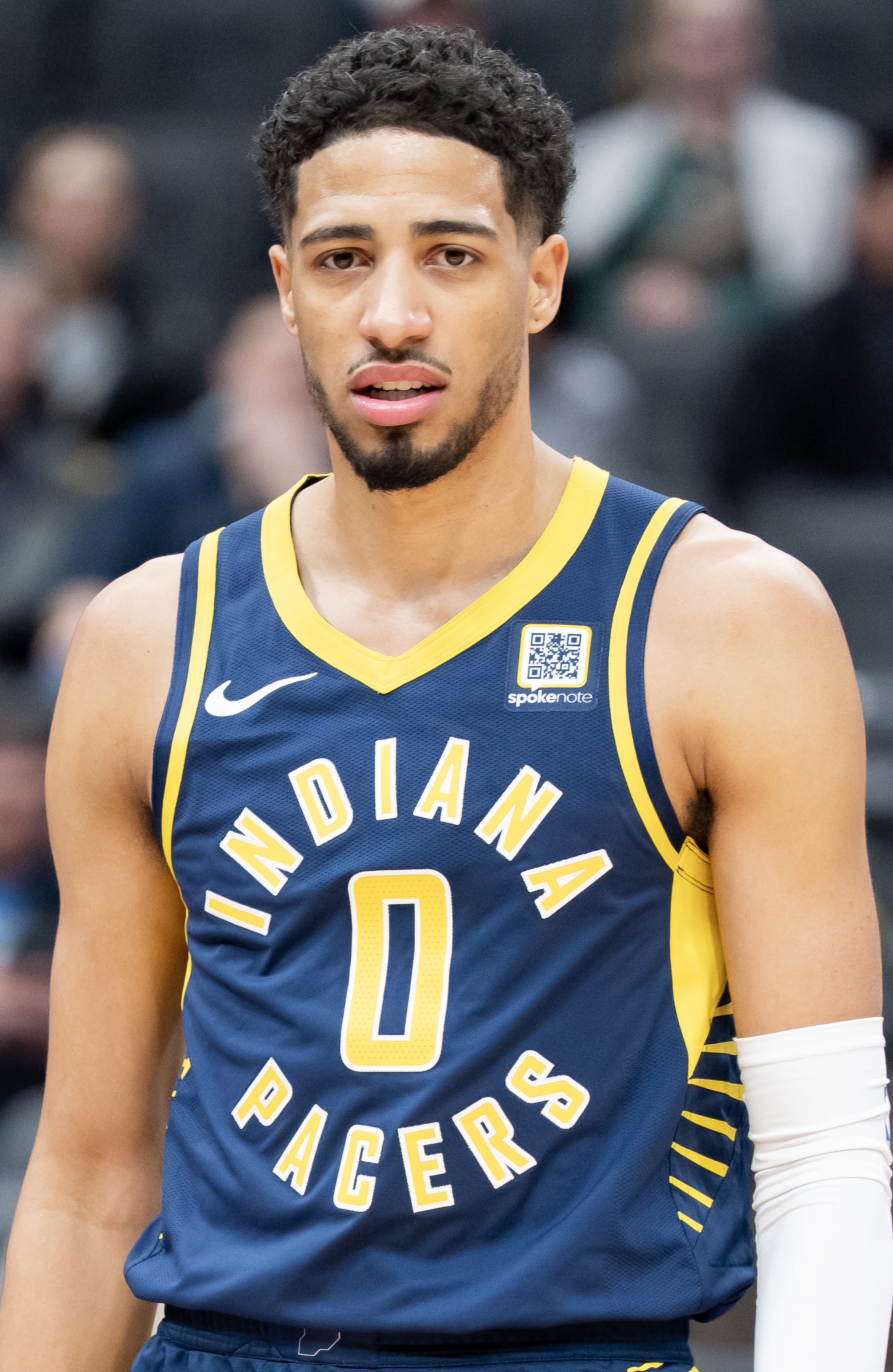
Tyrese Haliburton llegó a los Pacers en 2022.

Para la 2022-23 realiza pocos cambios en la plantilla, únicamente se desprende de Malcolm Brogdon y elige a Bennedict Mathurin en el draft. El equipo finalizó decimosegundo de su conferencia perdiéndose los playoffs por tercer año consecutivo.
De cara a la temporada 2023-24 firman a Bruce Brown y extendieron el contrato de Haliburton por cinco años y 260 millones de dólares. Los Pacers tuvieron un buen inicio de curso y se clasificaron para la final de la primera edición del NBA In-season Tournament, en la que fueron derrotados por Los Angeles Lakers. Ese buen desempeño hizo que en enero de 2024 traspasaran a Bruce Brown, Jordan Nwora, Kira Lewis y tres picks de primera ronda a los Toronto Raptors a cambio de Pascal Siakam. Los Pacers finalizaron en la cuarta plaza del Este y accedieron a Playoffs por primera vez desde 2020. Eliminaron a los Milwaukee Bucks y a los New York Knicks, pero fueron barridos por los Boston Celtics en las Finales de Conferencia.
Sin movimientos inmportantes antes de la 2024-25, únicamente las renovaciones de Pascal Siakam y Obi Toppin, finaliza de nuevo en cuarta posición de su conferencia. Ya en postemporada eliminan a los Bucks (4-1) y vencen a los Cavaliers, con la 2.º mejor marca de la temporada, en semifinales de conferencia (4-1). Luego derrotan a los New York Knicks por 4-2 en Finales de Conferencia, llegando a las Finales de la NBA 25 años después. En el primer encuentro de las Finales ante los Thunder se imponen con una canasta de Haliburton a falta de tres décimas para el final, siendo este el quinto encuentro en el que remontaban al menos 15 puntos de desventaja para acabar ganando, récord en la historia de la NBA desde 1998. A pesar de ello caen en el séptimo encuentro (3-4) y Haliburton sufre una lesión en el tendón de Aquiles.

## Pabellones
- Indiana State Fair Coliseum (1967-1974)
- Market Square Arena (1974-1999)
- Gainbridge Fieldhouse (1999-presente) (antes llamado Conseco Fieldhouse y luego Bankers Life Fieldhouse)

## Trayectoria
Nota: G: Partidos ganados; P:Partidos perdidos; %:porcentaje de victorias
| Temporada                                                  | G    | P    | %    | Play-offs                                                                               | Resultado                                                                                     |
| ---------------------------------------------------------- | ---- | ---- | ---- | --------------------------------------------------------------------------------------- | --------------------------------------------------------------------------------------------- |
| Indiana Pacers (ABA) (No se incluye en los totales de G/P) |      |      |      |                                                                                         |                                                                                               |
| 1967-68                                                    | 38   | 40   | .487 | Pierde Semifinales División                                                             | Pittsburgh 3, Indiana 0                                                                       |
| 1968-69                                                    | 44   | 34   | .564 | Gana Semifinales División Gana Finales ABA Pierde Finales ABA                           | Indiana 4, Kentucky 3 Indiana 4, Miami 1 Oakland 4, Indiana 1                                 |
| 1969-70                                                    | 59   | 25   | .702 | Gana Semifinales División Gana Finales ABA                                              | Indiana 4, Carolina 0 Indiana 4, Kentucky 1 Indiana 4, Los Angeles 2                          |
| 1970-71                                                    | 58   | 26   | .690 | Gana Semifinales División Pierde Finales División                                       | Indiana 4, Memphis 0 Utah 4, Indiana 3                                                        |
| 1971-72                                                    | 47   | 37   | .560 | Gana Semifinales División Gana Finales ABA                                              | Indiana 4, Denver 3 Indiana 4, Utah 3 Indiana 4, New York 2                                   |
| 1972-73                                                    | 51   | 33   | .607 | Gana Semifinales División Gana Finales ABA                                              | Indiana 4, Denver 1 Indiana 4, Utah 2 Indiana 4, Kentucky 3                                   |
| 1973-74                                                    | 46   | 38   | .548 | Gana Semifinales División Pierde Finales División                                       | Indiana 4, San Antonio 3 Utah 4, Indiana 3                                                    |
| 1974-75                                                    | 45   | 39   | .536 | Gana Semifinales División Gana Finales ABA Pierde Finales ABA                           | Indiana 4, San Antonio 2 Indiana 4, Denver 3 Kentucky 4, Indiana 1                            |
| 1975-76                                                    | 39   | 45   | .464 | Pierde Semifinales División                                                             | Kentucky 2, Indiana 1                                                                         |
| ABA Totales                                                | 427  | 317  | .574 | 3 Campeonatos ABA                                                                       |                                                                                               |
| Indiana Pacers (NBA) (Se incluye en los totales de G/P)    |      |      |      |                                                                                         |                                                                                               |
| 1976-77                                                    | 36   | 46   | .439 |                                                                                         |                                                                                               |
| 1977-78                                                    | 31   | 51   | .378 |                                                                                         |                                                                                               |
| 1978-79                                                    | 38   | 44   | .463 |                                                                                         |                                                                                               |
| 1979-80                                                    | 37   | 45   | .451 |                                                                                         |                                                                                               |
| 1980-81                                                    | 44   | 38   | .537 | Pierde 1.ª Ronda                                                                        | Philadelphia 2, Indiana 0                                                                     |
| 1981-82                                                    | 35   | 47   | .427 |                                                                                         |                                                                                               |
| 1982-83                                                    | 20   | 62   | .244 |                                                                                         |                                                                                               |
| 1983-84                                                    | 26   | 56   | .317 |                                                                                         |                                                                                               |
| 1984-85                                                    | 22   | 60   | .268 |                                                                                         |                                                                                               |
| 1985-86                                                    | 26   | 56   | .317 |                                                                                         |                                                                                               |
| 1986-87                                                    | 41   | 41   | .500 | Pierde 1.ª Ronda                                                                        | Atlanta 3, Indiana 1                                                                          |
| 1987-88                                                    | 38   | 44   | .463 |                                                                                         |                                                                                               |
| 1988-89                                                    | 28   | 54   | .341 |                                                                                         |                                                                                               |
| 1989-90                                                    | 42   | 40   | .512 | Pierde 1.ª Ronda                                                                        | Detroit 3, Indiana 0                                                                          |
| 1990-91                                                    | 41   | 41   | .500 | Pierde 1.ª Ronda                                                                        | Boston 3, Indiana 2                                                                           |
| 1991-92                                                    | 40   | 42   | .488 | Pierde 1.ª Ronda                                                                        | Boston 3, Indiana 0                                                                           |
| 1992-93                                                    | 41   | 41   | .500 | Pierde 1.ª Ronda                                                                        | New York 3, Indiana 1                                                                         |
| 1993-94                                                    | 47   | 35   | .573 | Gana 1.ª Ronda Gana Semifinales Conferencia Pierde Finales Conferencia                  | Indiana 3, Orlando 0 Indiana 4, Atlanta 2 New York 4, Indiana 3                               |
| 1994-95                                                    | 52   | 30   | .634 | Gana 1.ª Ronda Gana Semifinales Conferencia Pierde Finales Conferencia                  | Indiana 3, Atlanta 0 Indiana 4, New York 3 Orlando 4, Indiana 3                               |
| 1995-96                                                    | 52   | 30   | .634 | Pierde 1.ª Ronda                                                                        | Atlanta 3, Indiana 2                                                                          |
| 1996-97                                                    | 39   | 43   | .476 |                                                                                         |                                                                                               |
| 1997-98                                                    | 58   | 24   | .707 | Gana 1.ª Ronda Gana Semifinales Conferencia Pierde Finales Conferencia                  | Indiana 3, Cleveland 1 Indiana 4, New York 1 Chicago 4, Indiana 3                             |
| 1998-99                                                    | 33   | 17   | .660 | Gana 1.ª Ronda Gana Semifinales Conferencia Pierde Finales Conferencia                  | Indiana 3, Milwaukee 0 Indiana 4, Philadelphia 0 New York 4, Indiana 2                        |
| 1999-2000                                                  | 56   | 26   | .683 | Gana 1.ª Ronda Gana Semifinales Conferencia Gana Finales Conferencia Pierde Finales NBA | Indiana 3, Milwaukee 2 Indiana 4, Philadelphia 2 Indiana 4, New York 2 LA Lakers 4, Indiana 2 |
| 2000-01                                                    | 41   | 41   | .500 | Pierde 1.ª Ronda                                                                        | Philadelphia 3, Indiana 1                                                                     |
| 2001-02                                                    | 42   | 40   | .512 | Pierde 1.ª Ronda                                                                        | New Jersey 3, Indiana 2                                                                       |
| 2002-03                                                    | 48   | 34   | .585 | Pierde 1.ª Ronda                                                                        | Boston 4, Indiana 2                                                                           |
| 2003-04                                                    | 61   | 21   | .744 | Gana 1.ª Ronda Gana Semifinales Conferencia Pierde Finales Conferencia                  | Indiana 4, Boston 0 Indiana 4, Miami 2 Detroit 4, Indiana 2                                   |
| 2004-05                                                    | 44   | 38   | .537 | Gana 1.ª Ronda Pierde Semifinales Conferencia                                           | Indiana 4, Boston 3 Detroit 4, Indiana 2                                                      |
| 2005-06                                                    | 41   | 41   | .500 | Pierde 1.ª Ronda                                                                        | New Jersey 4, Indiana 2                                                                       |
| 2006-07                                                    | 35   | 47   | .426 |                                                                                         |                                                                                               |
| 2007-08                                                    | 36   | 46   | .439 |                                                                                         |                                                                                               |
| 2008-09                                                    | 36   | 46   | .439 |                                                                                         |                                                                                               |
| 2009-10                                                    | 32   | 50   | .390 |                                                                                         |                                                                                               |
| 2010-11                                                    | 37   | 45   | .451 | Pierde 1.ª Ronda                                                                        | Chicago 4, Indiana 1                                                                          |
| 2011-12                                                    | 42   | 24   | .636 | Gana 1.ª Ronda Pierde Semifinales Conferencia                                           | Indiana 4, Orlando 1 Miami 4, Indiana 2                                                       |
| 2012-13                                                    | 49   | 32   | .605 | Gana 1.ª Ronda Gana Semifinales Conferencia Pierde Finales Conferencia                  | Indiana 4, Atlanta 2 Indiana 4, New York 2 Miami 4, Indiana 3                                 |
| 2013-14                                                    | 56   | 26   | .683 | Gana 1.ª Ronda Gana Semifinales Conferencia Pierde Finales Conferencia                  | Indiana 4, Atlanta 3 Indiana 4, Washington 2 Miami 4, Indiana 2                               |
| 2014-15                                                    | 38   | 44   | .463 |                                                                                         |                                                                                               |
| 2015-16                                                    | 45   | 37   | .549 | Pierde 1.ª Ronda                                                                        | Toronto 4, Indiana 3                                                                          |
| 2016-17                                                    | 42   | 40   | .512 | Pierde 1.ª Ronda                                                                        | Cleveland 4, Indiana 0                                                                        |
| 2017-18                                                    | 48   | 34   | .585 | Pierde 1.ª Ronda                                                                        | Cleveland 4, Indiana 3                                                                        |
| 2018-19                                                    | 48   | 34   | .585 | Pierde 1.ª Ronda                                                                        | Boston 4, Indiana 0                                                                           |
| 2019-20                                                    | 45   | 28   | .616 | Pierde 1.ª Ronda                                                                        | Miami 4, Indiana 0                                                                            |
| 2020-21                                                    | 34   | 38   | .472 |                                                                                         |                                                                                               |
| 2021-22                                                    | 25   | 57   | .329 |                                                                                         |                                                                                               |
| 2022-23                                                    | 35   | 47   | .427 |                                                                                         |                                                                                               |
| 2023-24                                                    | 47   | 35   | .573 | Gana 1.ª Ronda Gana Semifinales Conferencia Pierde Finales Conferencia                  | Indiana 4, Milwaukee 2 Indiana 4, New York 3 Boston 4, Indiana 0                              |
| 2024-25                                                    | 50   | 32   | .600 | Gana 1.ª Ronda Gana Semifinales Conferencia Gana Finales Conferencia Pierde Finales NBA | Indiana 4, Milwaukee 1 Indiana 4, Cleveland 1 Indiana 4, New York 3 Oklahoma 4, Indiana 3     |
| Totales                                                    | 2407 | 2287 | .513 |                                                                                         |                                                                                               |
| Playoffs                                                   | 207  | 193  | .518 |                                                                                         |                                                                                               |

## Jugadores

### Miembros del Salón de la Fama del Baloncesto
| Indiana Pacers en el Salón de la Fama del Baloncesto | Indiana Pacers en el Salón de la Fama del Baloncesto | Indiana Pacers en el Salón de la Fama del Baloncesto | Indiana Pacers en el Salón de la Fama del Baloncesto | Indiana Pacers en el Salón de la Fama del Baloncesto |
| Jugadores                                            | Jugadores                                            | Jugadores                                            | Jugadores                                            | Jugadores                                            |
| N.º                                                  | Nombre                                               | Posición                                             | Periodo                                              | Año                                                  |
| ---------------------------------------------------- | ---------------------------------------------------- | ---------------------------------------------------- | ---------------------------------------------------- | ---------------------------------------------------- |
| 22                                                   | Alex English                                         | A                                                    | 1978-1980                                            | 1997                                                 |
| 4                                                    | Adrian Dantley                                       | A                                                    | 1977                                                 | 2008                                                 |
| 25                                                   | Gus Johnson                                          | A                                                    | 1972-1973                                            | 2010                                                 |
| 17                                                   | Chris Mullin                                         | A/E                                                  | 1997-2000                                            | 2011                                                 |
| 34                                                   | Mel Daniels                                          | P                                                    | 1968-1974                                            | 2012                                                 |
| 31                                                   | Reggie Miller                                        | E                                                    | 1987-2005                                            | 2012                                                 |
| 1 35                                                 | Roger Brown                                          | A                                                    | 1967-1974, 1975                                      | 2013                                                 |
| 30                                                   | George McGinnis                                      | AP                                                   | 1971-1975, 1980-1982                                 | 2017                                                 |
| 14                                                   | Tim Hardaway                                         | B                                                    | 2003                                                 | 2022                                                 |
| Entrenadores                                         |                                                      |                                                      |                                                      |                                                      |
| N.º                                                  | Nombre                                               | Posición                                             | Periodo                                              | Año                                                  |
| –                                                    | Jack Ramsay                                          | Entrenador                                           | 1986-1988                                            | 1992                                                 |
| –                                                    | Larry Brown                                          | Entrenador                                           | 19931997                                             | 2002                                                 |
| –                                                    | Bobby Leonard                                        | Entrenador                                           | 1968-1980                                            | 2014                                                 |
| Ejecutivos                                           |                                                      |                                                      |                                                      |                                                      |
| N.º                                                  | Nombre                                               | Posición                                             | Periodo                                              | Año                                                  |
| –                                                    | Herb Simon                                           | Propietario                                          | 1983-presente                                        | 2024                                                 |

### Números retirados
- 30 George McGinnis, Alero, 1971-75 & 1980-82.
- 31 Reggie Miller, Escolta, 1987-2005.
- 34 Mel Daniels, Pívot, 1968-74.
- 35 Roger Brown, Alero, 1967-74.
- 529 Bobby "Slick" Leonard, Entrenador, 1968-80 (número de victorias en su carrera).

## Gestión

### General Managers
| GM              | Periodo       |
| --------------- | ------------- |
| Mike Storen     | 1967–1970     |
| John Weissert   | 1970–1975     |
| Slick Leonard   | 1975–1980     |
| Dick Vertlieb   | 1980–1981     |
| Robert Salyers  | 1981–1986     |
| Donnie Walsh    | 1986–2003     |
| Larry Bird      | 2003–2012     |
| Donnie Walsh    | 2012–2013     |
| Larry Bird      | 2013–2017     |
| Kevin Pritchard | 2017–presente |

## Líderes históricos

### Carrera
- Partidos: Reggie Miller (1,389)
- Minutos jugados: Reggie Miller (47,621)
- Tiros de Campo anotados: Reggie Miller (8,241)
- Tiros de Campo intentados: Reggie Miller (17,699)
- Triples anotados: Reggie Miller (2,560)
- Triples intentados: Reggie Miller (6,486)
- Tiros Libres anotados: Reggie Miller (6,237)
- Tiros Libres intentados: Reggie Miller (7,026)
- Rebotes Ofensivos: Dale Davis (2,276)
- Rebotes Defensivos: Mel Daniels (5,461)
- Rebotes Totales: Mel Daniels (7,643)
- Asistencias: Reggie Miller (4,141)
- Robos: Reggie Miller (1,505)
- Tapones: Jermaine O'Neal (1,113)
- Pérdidas: Reggie Miller (2,409)
- Faltas Personales: Rik Smits (3,011)
- Puntos: Reggie Miller (25,279)

### Por Partido
- Minutos jugados: Mel Daniels (37.07)
- Tiros de Campo anotados: Chuck Person (7.85)
- Tiros de Campo intentados: Chuck Person (16.33)
- Triples anotados: Reggie Miller (1.84)
- Triples intentados: Stephen Jackson (4.73)
- Tiros Libres anotados: Detlef Schrempf (5.31)
- Tiros Libres intentados: George McGinnis (7.05)
- Rebotes Ofensivos: Mel Daniels (4.56)
- Rebotes Defensivos: Mel Daniels (11.40)
- Rebotes Totales: Mel Daniels (15.96)
- Asistencias: Mark Jackson (8.13)
- Robos: Don Buse (2.55)
- Tapones: Jermaine O'Neal (2.42)
- Pérdidas: Ricky Sobers (4.10)
- Faltas Personales: James Edwards (4.04)
- Puntos: George McGinnis (19.60)

### Por 48 Minutos
- Tiros de Campo anotados: Billy Knight (11.41)
- Tiros de Campo intentados: George McGinnis (23.53)
- Triples anotados: Chris Mullin (2.74)
- Triples intentados: Reggie Miller (6.54)
- Tiros Libres anotados: Detlef Schrempf (7.57)
- Tiros Libres intentados: George McGinnis (10.33)
- Rebotes Ofensivos: Mel Bennett (6.38)
- Rebotes Defensivos: Mel Daniels (14.76)
- Rebotes Totales: Mel Daniels (20.66)
- Asistencias: Mark Jackson (13.09)
- Robos: Dudley Bradley (4.89)
- Tapones: Granville Waiters (3.55)
- Pérdidas: George McGinnis (5.77)
- Faltas Personales: Greg Dreiling (10.57)
- Puntos: Billy Knight (29.09)

## Premios
| MVP de las Finales de la Conferencia Este - Pascal Siakam 2025 Mejor Defensor - Ron Artest - 2004 Rookie del Año - Chuck Person - 1987 Mejor Sexto Hombre - Detlef Schrempf - 1991, 1992 Jugador Más Mejorado - Jalen Rose - 2000 - Jermaine O'Neal - 2002 - Danny Granger - 2009 - Paul George - 2013 - Victor Oladipo - 2018 Entrenador del Año - Jack McKinney - 1981 - Larry Bird - 1998 Ejecutivo del Año - Larry Bird - 2012 | Segundo Mejor Quinteto - Jermaine O'Neal - 2004 Tercer Mejor Quinteto - Reggie Miller - 1995, 1996, 1998 - Jermaine O'Neal - 2002, 2003 - Ron Artest - 2004 - Paul George - 2013 - Victor Oladipo - 2018 - Tyrese Haliburton - 2024 Mejor Quinteto Defensivo - Don Buse - 1977 - Ron Artest - 2004, 2006 - Paul George - 2014 - Victor Oladipo - 2018 Segundo Mejor Quinteto Defensivo - Dudley Bradley - 1981 - Michael Williams - 1992 - Derrick McKey - 1995, 1996 - Ron Artest - 2003 - Paul George - 2013, 2016 - Roy Hibbert - 2014 | Mejor Quinteto de Rookies - Clark Kellogg - 1983 - Steve Stipanovich - 1984 - Chuck Person - 1987 - Rik Smits - 1989 - Bennedict Mathurin - 2023 Segundo Mejor Quinteto de Rookies - Jamaal Tinsley - 2002 - Danny Granger - 2006 - Paul George - 2011 - Myles Turner - 2016 - Chris Duarte - 2022 |